# Lawalde
Lawalde település Németországban, azon belül Szászország tartományban. Lakosainak száma 1764 fő (2023. december 31.).

## Népesség
A település népességének változása:
| Lakosok száma | 1869 | 1846 | 1791 | 1781 | 1764 |
|               | 2017 | 2019 | 2021 | 2022 | 2023 |